# P.C.F
『P.C.F』（ピーシーエフ）は、PSYCHIC FEVER from EXILE TRIBEの1枚目のオリジナル・アルバムである。2022年7月13日にLDH Recordsから発売された。
アルバムタイトルはグループ名の略称に由来する。リリースと同時にグループは「PSYCHIC FEVER from EXILE TRIBE」に改名し、EXILE TRIBEの新グループとしての活動を開始した。

## 概要
PSYCHIC FEVERのメジャーデビュー作。
デビュー記念日となった発売日当日は、アーバンドック ららぽーと豊洲のシーサイドデッキメインステージでリリースイベントを行った。

## 制作背景
音楽的には、ダンス・ポップやR&Bを中心に、ヒップホップやロックの要素を取り入れた多様なジャンルの楽曲が収録されている。リード曲「Choose One」は、ヒップホップにメロコアやパンクの要素を加えた楽曲で、LDH史上最大規模のオーディション『iCON Z ～Dreams For Children～』の決勝戦で初披露された。
収録された一部楽曲は、メンバーの成長に合わせて再レコーディングが行われた。「Hotline」や「Spread The Wings」はプレデビュー期から披露されていたが、ボーカルやラップスタイルの変化を反映するために再録音された。「Hotline」について、R&Bスタイルの楽曲に不慣れだったという理由から、メンバーのWEESAや小波津志は「自分らしい歌い方を模索するきっかけになった」とインタビューで述べている。また、「Tokyo Spiral」では、ラップ担当の半田龍臣が、自身の声に合った表現を追求する中で再録音を行い、初期の仮歌に近いスタイルから、より本人の個性を活かす方向へと変更が加えられた。

## プロモーション・パフォーマンス
デビューに先駆けて、アルバムからの先行配信が行われ、2022年6月10日から4週連続で「Hotline」「Best For You」「Tokyo Spiral」「Choose One」の4曲がデジタル先行配信された。
2022年7月13日、デビュー日にアーバンドックららぽーと豊洲で開催されたリリース記念イベントでは、三代目 J SOUL BROTHERSのELLYがサプライズゲストとして登場し、「Hotline」において即興でのコラボレーションを行った。
2022年11月8日、韓国・仁川で開催された「2022 GENIE MUSIC AWARDS」にて『Next Generation Global賞』を受賞し、授賞式内で本作の楽曲「Hotline」と「Choose One」をパフォーマンスした。 このパフォーマンスは、PSYCHIC FEVERの公式YouTubeチャンネルで公開されている。

## チャート成績
2022年7月25日付のオリコン週間アルバムランキングで本作は初登場2位を記録した。また、同週のBillboard JAPANのHot Albumsチャートでは総合3位にランクインし、CDセールス42,300枚、ダウンロード数425DLを記録した。

## 収録曲

### CD(初回生産限定盤、通常盤)
1. Hotline
2. Choose One
3. Best For You
4. Tokyo Spiral
5. Spread The Wings
6. Spark It Up
7. Bitter Sweet
8. Snow Candy
9. PSYCHIC FEVER!!
10. Hotline (Remix) feat. JP THE WAVY

### CD(期間限定生産盤)
1. Hotline
2. Best For You
3. Tokyo Spiral
4. Snow Candy
5. Spread The Wings
6. PSYCHIC FEVER!!

### DVD (初回生産限定盤共通)
- ØMI LIVE TOUR 2022 "ANSWER..." OPENING LIVE P.C.F＠ぴあアリーナMM

## Choose One (Remix) feat. ELIONE, Billy Laurent, REO
「Choose One (Remix) feat. ELIONE, Billy Laurent, REO」は、PSYCHIC FEVER from EXILE TRIBEの楽曲。配信限定シングルとして2022年8月24日にリリースされた。
本曲は、『P.C.F』に収録されている『Choose One』のリミックスバージョンである。リミックスにはELIONE、Billy Laurent、佐野玲於が参加している。